# Serge Simard
Pour les articles homonymes, voir Simard.
Serge Simard, né le 4 mai 1950 à Chicoutimi, est un administrateur et homme politique québécois.
Il est député libéral à l'Assemblée nationale du Québec, représentant la circonscription de Dubuc dans la région du Saguenay–Lac-Saint-Jean. Élu d'abord en 2008, il est défait aux élections suivantes en 2012 mais a reconquis son siège en 2014. Il est ministre délégué aux Ressources naturelles et à la Faune dans le gouvernement de Jean Charest du 18 décembre 2008 au 19 septembre 2012.

## Biographie
Né le 4 mai 1950 à Chicoutimi, Serge Simard est le fils de Briand Simard, concierge, et de Raymonde Racine, préposée aux bénéficiaires. Il reçoit un diplôme en gestion des organisations à l'Université Laval en 1998.
Durant une trentaine d’années, Serge Simard travaille pour le Mouvement Desjardins. Il est, entre autres, administrateur à la Sauvegarde, compagnie d’assurances, de 1984-1988. Il agit aussi comme administrateur de la Fédération des caisses populaires Desjardins du Saguenay-Lac-Saint-Jean de 1980-1993.
Serge Simard est élu conseiller à la Ville de Saguenay de 2002 à 2008. Il occupe le poste de président d’arrondissement de La Baie. C’est durant ces années que La Baie voit se construire un port d’escale pour bateaux de croisières.
Il est membre de la Conférence régionale des élus (CRÉ), de 2003 à 2008 en plus d’en être son président à partir de 2006. Serge Simard fait partie des conseils d’administration de la Corporation de l’aérogare de Bagotville et du musée de la défense aérienne de Bagotville. Il s’implique sur le plan culturel en étant membre de la Coopérative socioculturelle du Vieux Théâtre de La Baie de 2000 à 2002, puis de la Corporation du théâtre du Palais municipal de 2002 à 2008.
À partir de 2002, et pendant 3 ans, il siège au CA du CLD de la ville de Saguenay. Dans le domaine du développement économique de son milieu, Serge Simard œuvre aussi sur différents comités comme celui pour la relance de l’usine d’Abitibi Consolidated et celui de requalification du site de la même usine. Finalement, il participe au Comité de restructuration de l’usine MDF de La Baie.
Il complète un premier mandat de député de la circonscription provinciale de Dubuc du 8 décembre 2008 au 4 septembre 2012. Il est nommé au Conseil des ministres le 18 décembre 2008 en tant que ministre délégué aux Ressources naturelles et à la Faune, en plus d’être ministre responsable de la région du Saguenay-Lac-Saint-Jean et de la région de la Côte-Nord.
Après sa réélection en 2014, Serge Simard ne retrouve pas de poste au conseil des ministres. Il est défait aux élections de 2018.
Il se présente à la mairie de Saguenay en 2021. Il termine en 3e position, derrière Julie Dufour et la mairesse sortante Josée Néron.

## Vie personnelle
Serge Simard est marié et est père de 3 enfants.

## Controverses
En octobre 2016, le député doit s'excuser après avoir mis en doute la version de la victime alléguée d’une agression sexuelle qui aurait été commise par un député. En novembre 2016, le député a été accusé de regarder une vidéo humoristique sur sa tablette numérique en pleine session de commission parlementaire; il a finalement révélé qu’il visionnait une vidéo montrant un orignal dans le parc national de la Gaspésie, après avoir écouté un point de presse du premier ministre survenu plus tôt dans la journée.

## Résultats électoraux
|                                                                                               | Nom                      | Parti            | Nombre de voix | %      | Maj.  |
| --------------------------------------------------------------------------------------------- | ------------------------ | ---------------- | -------------- | ------ | ----- |
|                                                                                               | François Tremblay        | Coalition avenir | 10 535         | 40,2 % | 4 676 |
|                                                                                               | Serge Simard (sortant)   | Libéral          | 5 859          | 22,4 % | -     |
|                                                                                               | Marie-Annick Fortin      | Parti québécois  | 5 541          | 21,2 % | -     |
|                                                                                               | Marie Francine Bienvenue | Québec solidaire | 3 163          | 12,1 % | -     |
|                                                                                               | François Pelletier       | Conservateur     | 645            | 2,5 %  | -     |
|                                                                                               | Line Bélanger            | Parti nul        | 445            | 1,7 %  | -     |
| Total                                                                                         | Total                    | Total            | 26 188         | 100 %  |       |
| Le taux de participation lors de l'élection était de 65,8 % et 485 bulletins ont été rejetés. |                          |                  |                |        |       |

|                                                                                               | Nom                          | Parti            | Nombre de voix | %      | Maj.  |
| --------------------------------------------------------------------------------------------- | ---------------------------- | ---------------- | -------------- | ------ | ----- |
|                                                                                               | Serge Simard                 | Libéral          | 11 386         | 41 %   | 2 467 |
|                                                                                               | Jean-Marie Claveau (sortant) | Parti québécois  | 8 919          | 32,1 % | -     |
|                                                                                               | Claudie Émond                | Coalition avenir | 5 240          | 18,9 % | -     |
|                                                                                               | Marie-Lise Chrétien-Pineault | Québec solidaire | 1 494          | 5,4 %  | -     |
|                                                                                               | Pascal Tremblay              | Indépendant      | 431            | 1,6 %  | -     |
|                                                                                               | Ariane Belva                 | Option nationale | 285            | 1 %    | -     |
| Total                                                                                         | Total                        | Total            | 27 755         | 100 %  |       |
| Le taux de participation lors de l'élection était de 70,5 % et 496 bulletins ont été rejetés. |                              |                  |                |        |       |

|                                                                                               | Nom                         | Parti            | Nombre de voix | %      | Maj.  |
| --------------------------------------------------------------------------------------------- | --------------------------- | ---------------- | -------------- | ------ | ----- |
|                                                                                               | Jean-Marie Claveau          | Parti québécois  | 12 345         | 42,2 % | 4 265 |
|                                                                                               | Serge Simard (sortant)      | Libéral          | 8 080          | 27,6 % | -     |
|                                                                                               | François Tremblay           | Coalition avenir | 6 921          | 23,7 % | -     |
|                                                                                               | Marie Francine Bienvenue    | Québec solidaire | 1 118          | 3,8 %  | -     |
|                                                                                               | David Girard                | Option nationale | 343            | 1,2 %  | -     |
|                                                                                               | Pascal Tremblay             | Indépendant      | 270            | 0,9 %  | -     |
|                                                                                               | Charles-Olivier B. Tremblay | Indépendant      | 185            | 0,6 %  | -     |
| Total                                                                                         | Total                       | Total            | 29 262         | 100 %  |       |
| Le taux de participation lors de l'élection était de 74,6 % et 377 bulletins ont été rejetés. |                             |                  |                |        |       |

|                                                                                               | Nom                      | Parti               | Nombre de voix | %      | Maj. |
| --------------------------------------------------------------------------------------------- | ------------------------ | ------------------- | -------------- | ------ | ---- |
|                                                                                               | Serge Simard             | Libéral             | 9 695          | 42,8 % | 424  |
|                                                                                               | André Michaud            | Parti québécois     | 9 271          | 40,9 % | -    |
|                                                                                               | Robert Emond             | Action démocratique | 2 789          | 12,3 % | -    |
|                                                                                               | Marie Francine Bienvenue | Québec solidaire    | 708            | 3,1 %  | -    |
|                                                                                               | Fernand Blanchard        | Indépendant         | 199            | 0,9 %  | -    |
| Total                                                                                         | Total                    | Total               | 22 662         | 100 %  |      |
| Le taux de participation lors de l'élection était de 60,6 % et 354 bulletins ont été rejetés. |                          |                     |                |        |      |